# Apamea cruda
Apamea cruda là một loài bướm đêm trong họ Noctuidae.